# Tiro nos Jogos Olímpicos de Verão de 2024 - Carabina três posições feminino
A competição da carabina três posições feminino do tiro nos Jogos Olímpicos de Verão de 2024 foi disputada em 1 e 2 de agosto de 2024 no Centro de Tiro Esportivo, em Châteauroux. Um total de 32 atiradoras de 22 Comitês Olímpicos Nacionais (CON) participaram do evento.

## Qualificação
O período de qualificação começou com o Campeonato Europeu de 2022 em Breslávia, Polônia, para os eventos de carabina. Por todo o processo, as vagas foram geralmente concedidas para as atiradoras que terminassem em primeiro lugar nos Campeonatos Mundiais da Federação Internacional de Esportes de Tiro (ISSF) ou nos respectivos campeonatos continentais (África, Europa, Ásia, Oceania e Américas).
Após o término do período de qualificação, com todos os CONs recebendo a lista oficial de vagas, a ISSF verificou o Ranking Mundial em cada um dos eventos individuais de tiro. A atiradora com a melhor colocação, que não tivesse classificado em nenhuma prova e cujo CON não tivesse vaga em uma prova específica, obteve uma vaga olímpica direta.

## Calendário
Horário local (UTC+2)
| Data                | Horário | Fase         |
| ------------------- | ------- | ------------ |
| 1 de agosto de 2024 | 12:00   | Qualificação |
| 2 de agosto de 2024 | 9:30    | Final        |

## Medalhistas
| Ouro   | SUI Chiara Leone    |
| Prata  | USA Sagen Maddalena |
| Bronze | CHN Zhang Qiongyue  |

## Recordes
Antes desta competição, os seguintes recordes eram estabelecidos:
| Recordes da qualificação | Recordes da qualificação | Recordes da qualificação | Recordes da qualificação | Recordes da qualificação |
| ------------------------ | ------------------------ | ------------------------ | ------------------------ | ------------------------ |
| Recorde mundial          | Jenny Stene              | 596                      | Breslávia                | 15 de setembro de 2022   |
| Recorde olímpico         | Não estabelecido         | –                        | –                        | –                        |

| Recordes da final | Recordes da final | Recordes da final | Recordes da final | Recordes da final      |
| ----------------- | ----------------- | ----------------- | ----------------- | ---------------------- |
| Recorde mundial   | Sift Kaur Samra   | 469.6             | Hangzhou          | 27 de setembro de 2023 |
| Recorde olímpico  | Nina Christen     | 463.9             | Tóquio            | 31 de julho de 2021    |

## Resultados

### Qualificação
As oito primeiras atiradoras após a qualificação avançam para a final.
| Pos. | Atiradora             | CON                             | Ajoelhado | Deitado | Em pé | Total   | Notas |
| ---- | --------------------- | ------------------------------- | --------- | ------- | ----- | ------- | ----- |
| 1    | Sagen Maddalena       | USA Estados Unidos              | 198       | 200     | 195   | 593-45x | Q,    |
| 2    | Zhang Qiongyue        | CHN China                       | 199       | 199     | 195   | 593-40x | Q,    |
| 3    | Chiara Leone          | SUI Suíça                       | 196       | 199     | 197   | 592-29x | Q     |
| 4    | Oyuunbatyn Yesügen    | MGL Mongólia                    | 193       | 199     | 197   | 589-40x | Q     |
| 5    | Jeanette Hegg Duestad | NOR Noruega                     | 195       | 199     | 195   | 589-34x | Q     |
| 6    | Natalia Kochańska     | POL Polônia                     | 195       | 198     | 196   | 589-30x | Q     |
| 7    | Nadine Ungerank       | AUT Áustria                     | 197       | 197     | 195   | 589-27x | Q     |
| 8    | Stephanie Grundsøe    | DEN Dinamarca                   | 196       | 199     | 194   | 589-26x | Q     |
| 9    | Jolyn Beer            | GER Alemanha                    | 196       | 198     | 193   | 587-29x |       |
| 10   | Alexandra Le          | KAZ Cazaquistão                 | 195       | 198     | 194   | 587-28x |       |
| 11   | Anna Janßen           | GER Alemanha                    | 197       | 198     | 192   | 587-27x |       |
| 12   | Seonaid McIntosh      | GBR Grã-Bretanha                | 199       | 198     | 189   | 586-38x |       |
| 13   | Arina Altukhova       | KAZ Cazaquistão                 | 195       | 200     | 191   | 586-35x |       |
| 14   | Rikke Maeng Ibsen     | DEN Dinamarca                   | 196       | 193     | 197   | 586-26x |       |
| 15   | Jenny Stene           | NOR Noruega                     | 194       | 198     | 193   | 585-37x |       |
| 16   | Veronika Blažíčková   | CZE Chéquia                     | 195       | 198     | 191   | 584-32x |       |
| 17   | Judith Gomez          | FRA França                      | 196       | 194     | 192   | 584-28x |       |
| 18   | Anjum Moudgil         | IND Índia                       | 196       | 194     | 194   | 584-26x |       |
| 19   | Lee Eun-seo           | KOR Coreia do Sul               | 193       | 197     | 193   | 583-35x |       |
| 20   | Aleksandra Pietruk    | POL Polônia                     | 192       | 197     | 193   | 582-30x |       |
| 21   | Nina Christen         | SUI Suíça                       | 193       | 197     | 192   | 582-23x |       |
| 22   | Geovana Meyer         | BRA Brasil                      | 194       | 197     | 190   | 581-31x |       |
| 23   | Barbara Gambaro       | ITA Itália                      | 193       | 197     | 192   | 580-26x |       |
| 24   | Darya Chuprys         | AIN Atletas Individuais Neutros | 193       | 197     | 192   | 579-23x |       |
| 25   | Mary Tucker           | USA Estados Unidos              | 192       | 195     | 192   | 579-20x |       |
| 26   | Yarimar Mercado       | PUR Porto Rico                  | 192       | 197     | 189   | 578-29x |       |
| 27   | Han Jiayu             | CHN China                       | 195       | 197     | 186   | 578-26x |       |
| 28   | Lisbet Hernández      | CUB Cuba                        | 191       | 197     | 190   | 578-25x |       |
| 29   | Eszter Mészáros       | HUN Hungria                     | 196       | 198     | 193   | 577-29x |       |
| 30   | Im Ha-na              | KOR Coreia do Sul               | 192       | 195     | 190   | 577-21x |       |
| 31   | Sift Kaur Samra       | IND Índia                       | 193       | 195     | 187   | 575-22x |       |
| 32   | Shannon Westlake      | CAN Canadá                      | 187       | 193     | 187   | 567-16x |       |

### Final
Após a oitava série de tiros, as competidoras com as piores pontuações são eliminadas em cada série até restarem duas atiradoras.
| Pos.              | Atiradora             | CON                | Séries    | Séries    | Séries    | Séries  | Séries  | Séries  | Séries | Séries | Séries | Séries | Séries | Séries | Séries | Total | Notas            |
| Pos.              | Atiradora             | CON                | Ajoelhado | Ajoelhado | Ajoelhado | Deitado | Deitado | Deitado | Em pé  | Em pé  | Em pé  | Em pé  | Em pé  | Em pé  | Em pé  | Total | Notas            |
| Pos.              | Atiradora             | CON                | 1         | 2         | 3         | 4       | 5       | 6       | 7      | 8      | 9s41   | 9s42   | 9s43   | 9s44   | 9s45   | Total | Notas            |
| ----------------- | --------------------- | ------------------ | --------- | --------- | --------- | ------- | ------- | ------- | ------ | ------ | ------ | ------ | ------ | ------ | ------ | ----- | ---------------- |
| Medalha de ouro   | Chiara Leone          | SUI Suíça          | 52.0      | 51.6      | 52.6      | 51.1    | 52.6    | 53.2    | 50.2   | 51.1   | 10.2   | 8.8    | 10.5   | 9.7    | 10.8   | 464.4 | Recorde olímpico |
| Medalha de prata  | Sagen Maddalena       | USA Estados Unidos | 52.2      | 52.2      | 51.5      | 52.3    | 53.0    | 52.8    | 47.8   | 51.1   | 9.9    | 10.8   | 9.4    | 9.9    | 10.1   | 463.0 |                  |
| Medalha de bronze | Zhang Qiongyue        | CHN China          | 50.5      | 52.8      | 52.7      | 52.1    | 52.3    | 52.9    | 51.4   | 51.1   | 8.5    | 8.8    | 10.1   | 9.7    | —      | 452.9 |                  |
| 4                 | Jeanette Hegg Duestad | NOR Noruega        | 51.0      | 51.9      | 51.8      | 52.1    | 52.9    | 52.6    | 51.0   | 48.0   | 10.9   | 10.6   | 9.7    | —      | —      | 442.5 |                  |
| 5                 | Nadine Ungerank       | AUT Áustria        | 51.9      | 52.1      | 52.2      | 50.6    | 52.0    | 53.2    | 50.3   | 50.9   | 9.9    | 9.0    | —      | —      | —      | 432.1 |                  |
| 6                 | Natalia Kochańska     | POL Polônia        | 50.5      | 50.9      | 51.8      | 52.0    | 51.1    | 50.6    | 49.9   | 51.3   | 10.4   | —      | —      | —      | —      | 418.5 |                  |
| 7                 | Oyuunbatyn Yesügen    | MGL Mongólia       | 50.7      | 51.1      | 51.7      | 50.8    | 51.9    | 51.1    | 48.5   | 51.8   | —      | —      | —      | —      | —      | 407.6 |                  |
| 8                 | Stephanie Grundsøe    | DEN Dinamarca      | 51.3      | 50.7      | 50.7      | 52.6    | 52.2    | 51.6    | 50.7   | 46.6   | —      | —      | —      | —      | —      | 406.4 |                  |